# Ширококлювая расписная пеночка
Ширококлювая расписная пеночка (лат. Tickellia hodgsoni) — один из видов семейства Cettiidae. Ранее её включали в сборную группу камышевок Старого света. Принадлежит к монотипическому роду Tickellia, ранее также относили к роду Abroscopus.

## Этимология
Вид Tickellia hodgsoni назван в честь сразу двух английских исследователей Гималайской фауны. В 1854 году Фредерик Мур (1830—1907) описал новый вид, назвав его в честь известного исследователя фауны Непала Брайана Ходжсона (1800—1894). В 1861 году Эдвард Блит (1810—1873) выделил новый род Tickellia, назвав его в честь орнитолога полковника Самюэла Тикелла (1811—1875). Блит описал в честь Тикелла несколько видов птиц (Anorrhinus tickelli, Pellorneum tickelli) и один вид летучих мышей Hesperoptenus tickelli), и один вид птиц даже в честь его супруги, госпожи Тикелл (Cyornis tickelliae).

## Описание
Небольшая (10 см), ярко окрашенная насекомоядная птица с длинными ногами и рыжей шапочкой. Верхняя часть тела зелёная; лицевая часть головы, горло и грудь тускло серые; брюшко, бёдра и подхвостье жёлтые. Маховые и рулевые черноватые. Нечёткая бровь и окологлазные кольца белые. Радужина глаза коричневая, клюв тёмный сверху, бледный снизу, ноги желтоватые.
Внешне напоминает Seicercus castaniceps, но лишена черных полосок по краям шапочки, желтого крестца и полосок на сложенных крыльях. Расцветкой похожа на горную портниху (Phyllergates cuculatus), но клюв короче, и не поднимает хвост торчком.

## Распространение
Она обитает в Бутане, Индии, Китае, Лаосе, Мьянме, Непале и Северном Вьетнаме. Её биотопы — субтропические или тропические влажные равнинные леса и субтропические или тропические влажные горные леса.
Описаны два подвида, ареалы которых разделены разрывом:
- Tickellia hodgsoni hodgsoni (F. Moore, 1854)
- Tickellia hodgsoni tonkinensis (Delacour & Jabouille, 1930)

## Поведение
Скрытная, незаметная птица, обитающая в подросте плотных зарослей влажных горных лесов. Очень редка в Китае. T. h. tonkinensis обитает в Юго-восточном Юньнане на высотах 2000—2500 м, зимой спускается ниже. T. h. hodgsoni встречается на юго-востоке Тибетского автономного округа на высотах 1100—2700 м.
Песню описывают как одиночные, протяжные, пронзительные свисты, состоящие из двух нот, и следующие после паузы в 10 секунд (вторая нота ниже, чем первая, по частоте) (Непал). Песни ширококлювой расписной пеночки в Центральных Гималаях, южной Бирме и в северном Вьетнаме сильно различаются (см. сайт xeno-canto).
- Звуки ширококлювой расписной пеночки на сайте xeno-canto.org